# Бьёрхелль, Гунвор
Гу́нвор Бьёрхелль (швед. Gunvor Björhäll; род. 20 апреля 1922) — шведская кёрлингистка.

## Достижения
- Чемпионат Европы по кёрлингу: золото (1978).
- Чемпионат Швеции по кёрлингу среди женщин: золото (1978, 1985)[1].

## Команды
| Сезон   | Четвёртый      | Третий           | Второй             | Первый           | Турниры  |
| ------- | -------------- | ---------------- | ------------------ | ---------------- | -------- |
| 1977—78 | Инга Арвидссон | Барбро Арвидссон | Ингрид Аппельквист | Гунвор Бьёрхелль | ЧШЖ 1978 |
| 1978—79 | Инга Арвидссон | Барбро Арвидссон | Ингрид Аппельквист | Гунвор Бьёрхелль | ЧЕ 1978  |

(скипы выделены полужирным шрифтом)